# Dicrolene
Dicrolene (Synonyme: Paradicrolene Alcock, 1889, Brachydicrolene Norman, 1939 und Pteroidonus Günther, 1887) ist eine Gattung von Meeresfischen aus der Familie der Bartmännchen (Ophidiidae). Sie kommt in allen tropischen und subtropischen Ozeanen vor und lebt dort in Tiefen von 350 bis 3200 Metern.

## Merkmale
Dicrolene-Arten sind langgestreckte, seitlich abgeflachte Fische, die sich von vorn nach hinten immer mehr verjüngen und eine Länge von 16 bis 58 cm erreichen. Rücken-, Schwanz- und Afterflosse sind zu einem durchgehenden Flossensaum zusammengewachsen. Der Augendurchmesser entspricht der Hälfte der Schnauzenlänge oder er ist größer. Die Schnauze ist in der Regel abgerundet. Auf dem Kiemendeckel befindet sich ein kräftiger, gerader Stachel (gebogen bei D. kanazawai), am Hinterrand des Präoperkulums sind drei scharfe Stacheln vorhanden. Die Anzahl der gut entwickelten Kiemenrechen auf dem ersten Kiemenbogen liegt bei 7 bis 15, die Anzahl der Pseudobranchienfilamente beträgt 2 bis 3. Die Brustflossen werden von 22 bis 33 Flossenstrahlen gestützt, von denen die unteren 5 bis 11 freistehend und nicht mit einer Flossenmembran miteinander verbunden sind. Die Bauchflossen sind zu dünnen Filamenten mit 2 Flossenstrahlen reduziert. Dicrolene-Arten haben 13 bis 16 Rumpfwirbel.

## Arten
Es gibt 18 Arten:
- Dicrolene filamentosa Garman, 1899
- Dicrolene gregoryi Trotter, 1926
- Dicrolene hubrechti Weber, 1913
- Dicrolene introniger Goode & Bean, 1883
- Dicrolene kanazawai Grey, 1958
- Dicrolene longimana Smith & Radcliffe, 1913
- Dicrolene mesogramma Shcherbachev, 1980
- Dicrolene multifilis (Alcock, 1889)
- Dicrolene nigra (Parr, 1933)
- Dicrolene nigricaudis (Alcock, 1891)Dicrolene quinquarius

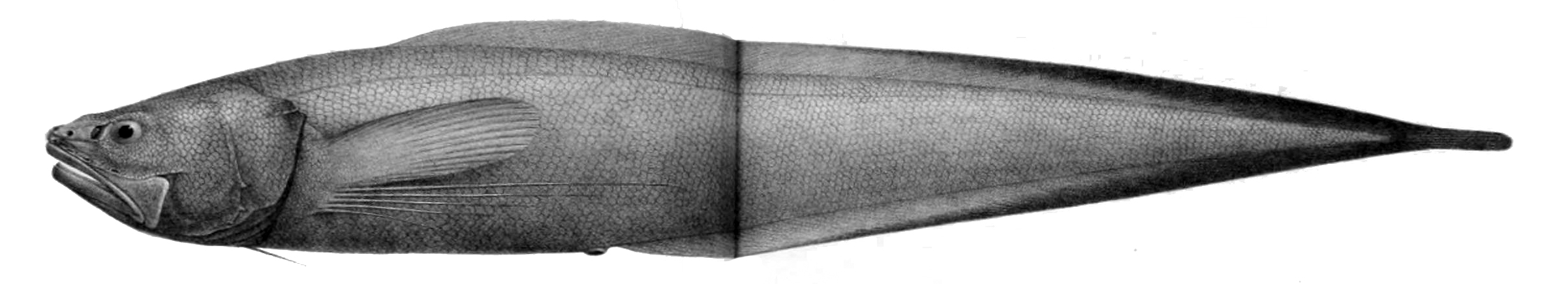
Dicrolene quinquarius

- Dicrolene pallidus Hureau & Nielsen, 1981
- Dicrolene pullata Garman, 1899
- Dicrolene quinquarius (Günther, 1887)
- Dicrolene tristis Smith & Radcliffe, 1913
- Dicrolene vaillanti (Alcock, 1890)